# 莱尔陨击坑
莱尔陨击坑（Lyell）是火星南海区的一座撞击坑，其中心坐标位于南纬70.1度、西经15.6度处，直径121公里，该特征取名自英国地质学家查尔斯·莱尔（1797年-1875年），1973年被国际天文联合会行星系统命名工作组批准接受。
该照片拍摄于气温正在上升的火星春季。在冬季，会积聚大量的霜冻，当春天温度上升时，霜冻消失在火星稀薄的大气中，留下黑色的地面。融霜过程发生时，表面似乎布满了黑斑。黑斑可在下面的图片中看到。莱尔陨击坑中分布有许多冲沟。

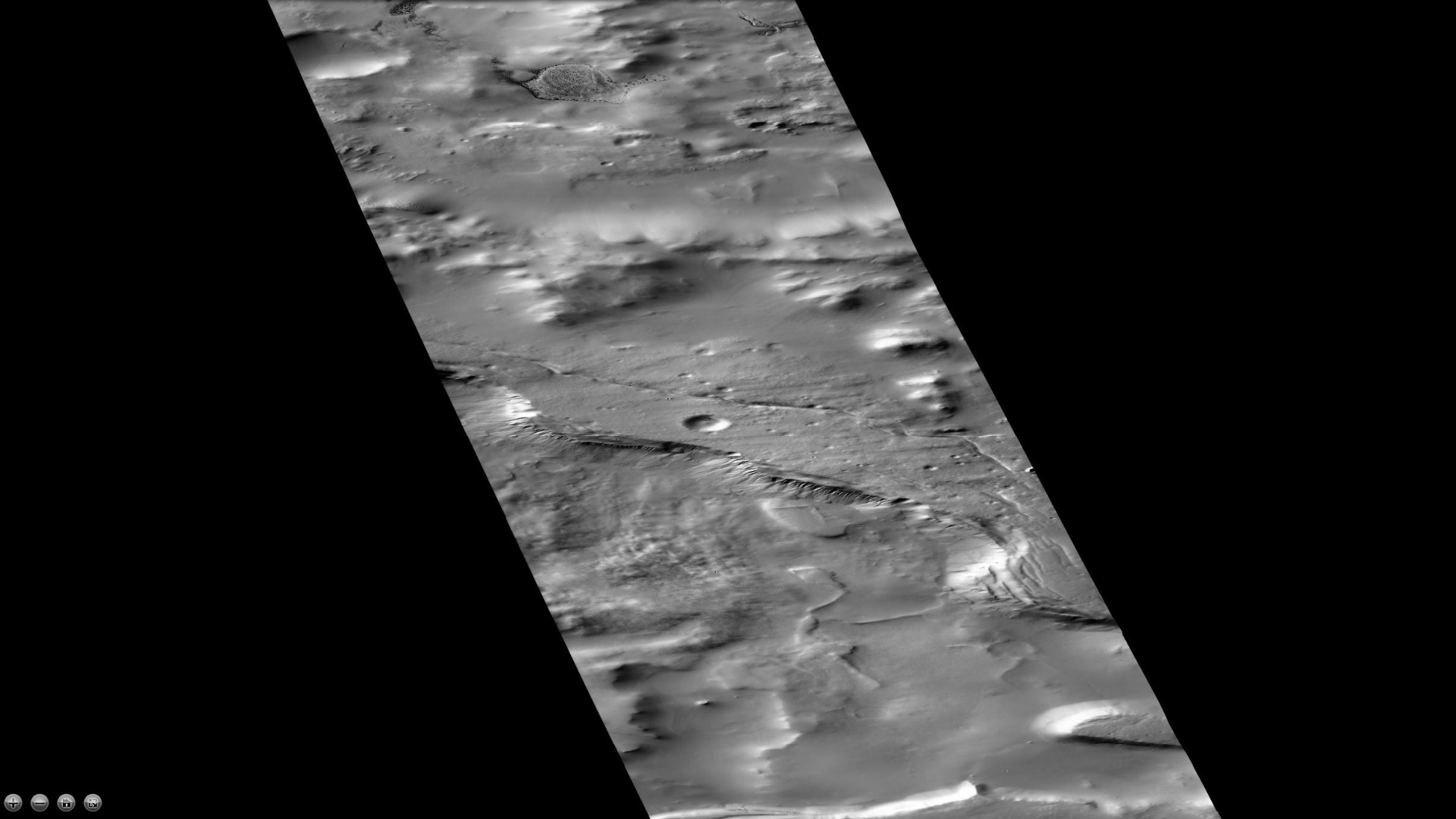
火星勘测轨道飞行器背景相机拍摄的莱尔陨击坑。
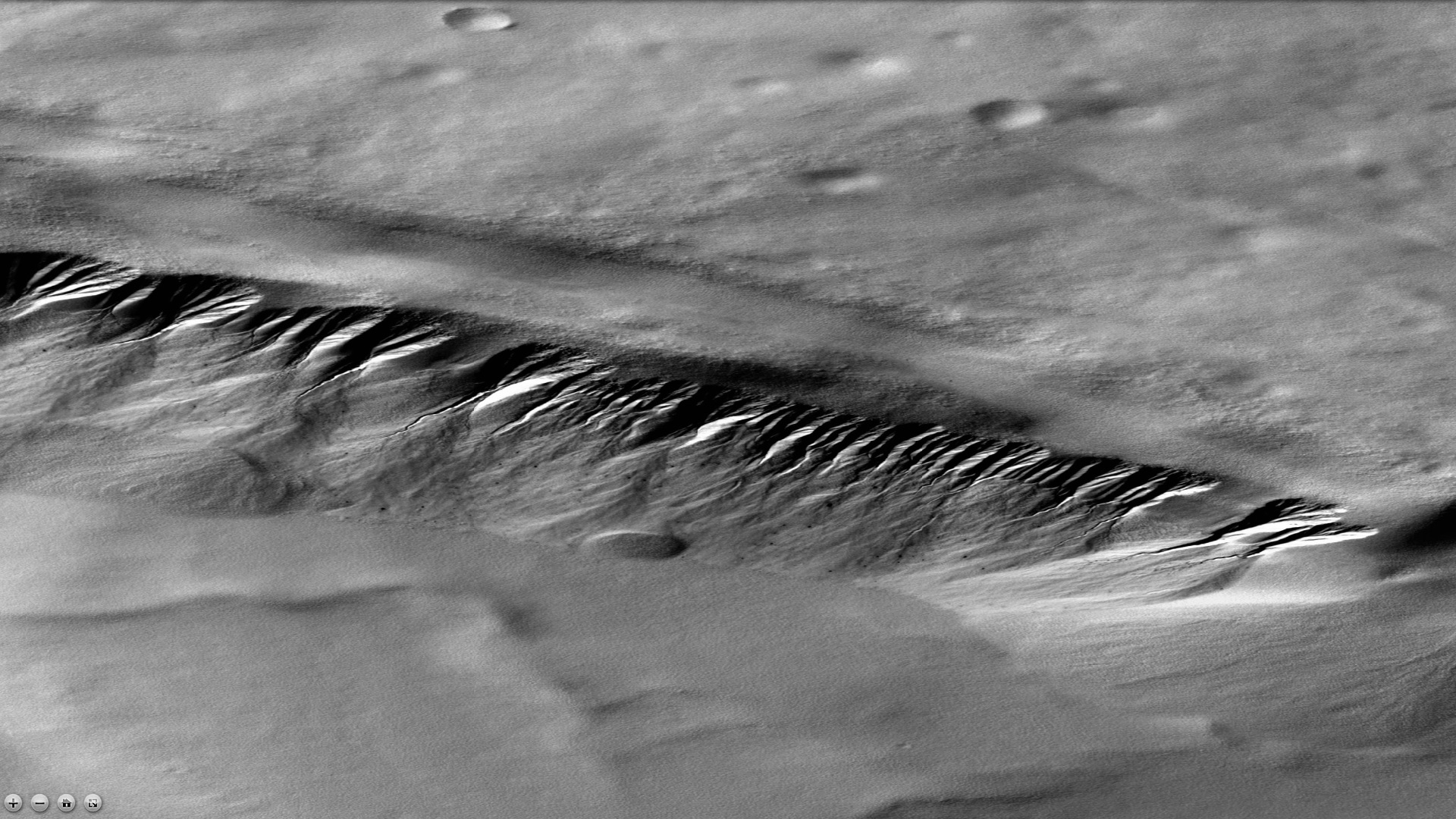
背景相机显示坑内正在融霜的地方，黑色区域是霜冻已消失的地面，注：这是前一幅图像的放大版。

## 另请查看
- 火星撞击坑